# Tossal del Metxut
El Tossal del Metxut és una muntanya de 364 metres que es troba al municipi d'Almenar, a la comarca catalana del Segrià.
Al cim podem trobar-hi un vèrtex geodèsic (referència 250106001).